# Культ личности Назарбаева

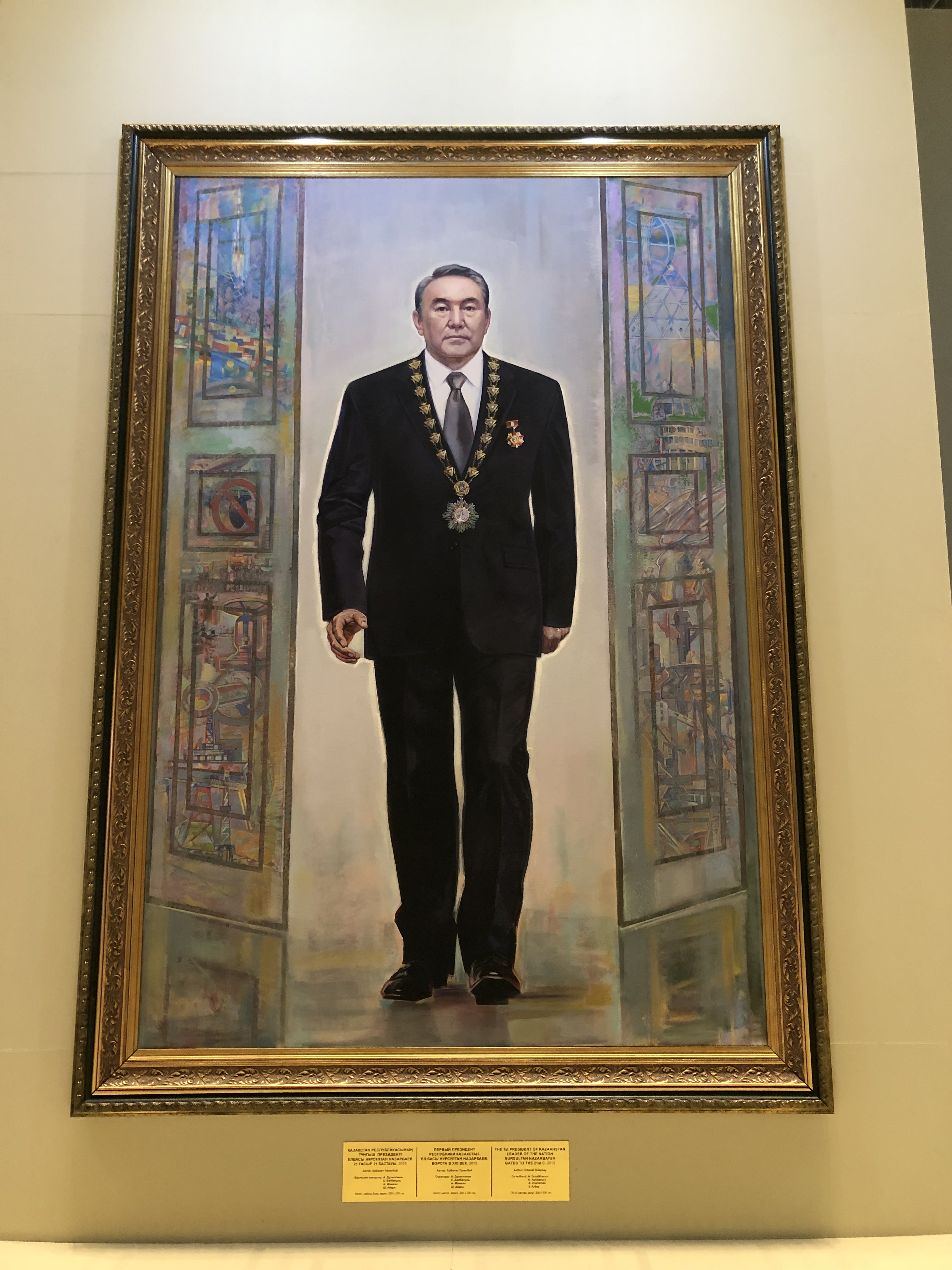
Портрет Назарбаева в Национальном музее Республики Казахстан

Ку́льт ли́чности Назарба́ева	(каз. Назарбаевтың жеке басына табыну) — выражение, используемое в политической- и медиасреде для описания характера политического и социологического образа Нурсултана Назарбаева в постсоветском пространстве по аналогии с представлениями о культе личности других руководителей стран мира.

## Проявления культа личности

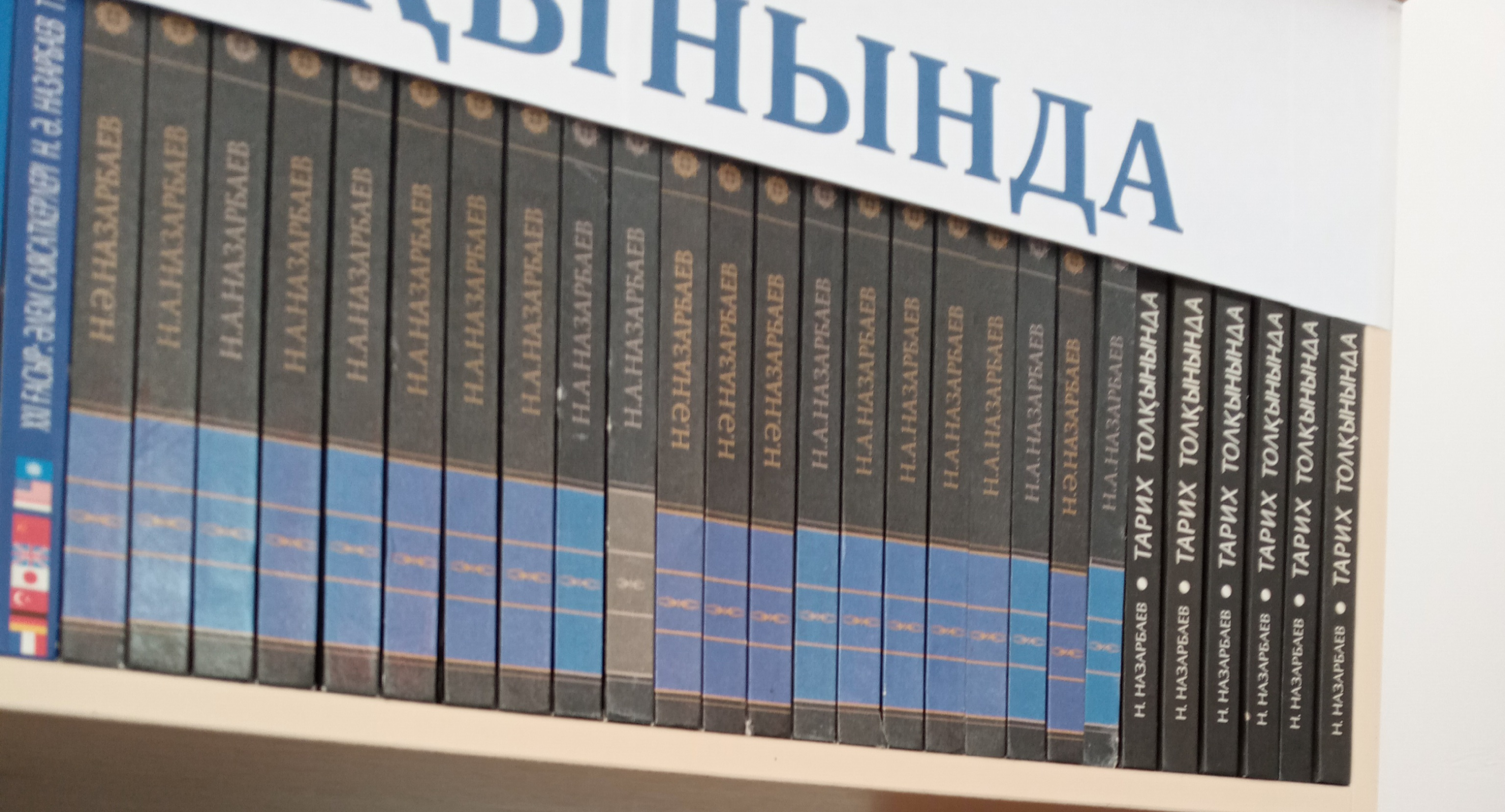
Собрание сочинений трудов первого президента Казахстана Н. А. Назарбаева

### В массовой культуре
Неделя документального кино «Тұнғыш-Первый», посвящённая празднованию Дня Первого президента Казахстана проходит в Астане, сообщает официальный сайт столицы. «Сегодня, в первый день, было выдано два фильма „Ел анасы“, в котором президент сам рассказывает о своей маме. А второй фильм называется „Соратники“, то есть, здесь уже кто учился вместе с президентом, кто с ним вместе работал, они уже раскрывают его как личность, как президента, показывают и рассказывают, какой он человек», — цитирует сайт официального представителя «Назарбаев-центра» Оксану Лоскутову. По словам организаторов, всего в течение недели будет представлено восемь документальных фильмов, отражающих жизнь и деятельность президента Казахстана. Каждый день посвящён различным этапам истории независимого Казахстана и роли Нурсултана Назарбаева в развитии государства. «Кроме того, после презентации кинокартин участниками будут обсуждаться интересные моменты из жизни Елбасы», — говорится в сообщении.
Главный редактор сайта Abai.kz Даурен Куат считает, что практически все песни об Астане «стонущие», с неглубоким смыслом, сочинены чиновниками, которые вставляют имя Нурсултана Назарбаева через слово. Все они являются конкурсными песнями и написаны по лекалам. По словам казахстанского писателя Максата Маликулы, большинство песен об Астане сочиняются ради наживы и по указке сверху, и из-за этого не могут завоевать популярности у слушателей.
Также в честь Нурсултана Назарбаева был назван сорт тюльпанов и орден, вручающийся за особые заслуги в государственной и общественной деятельности.
Первый слог его имени «Нур» добавляется в программу переселения, в название мечетей Нур-Астана и Нур Гасыр, в название поселка Нуркент, в название района города Актобе, в название партии Нур Отан (с 2022 года «Аманат»), медиахолдинг ТОО Нур Медиа, интернет портал NUR.KZ и банк Nurbank.

### В топонимике

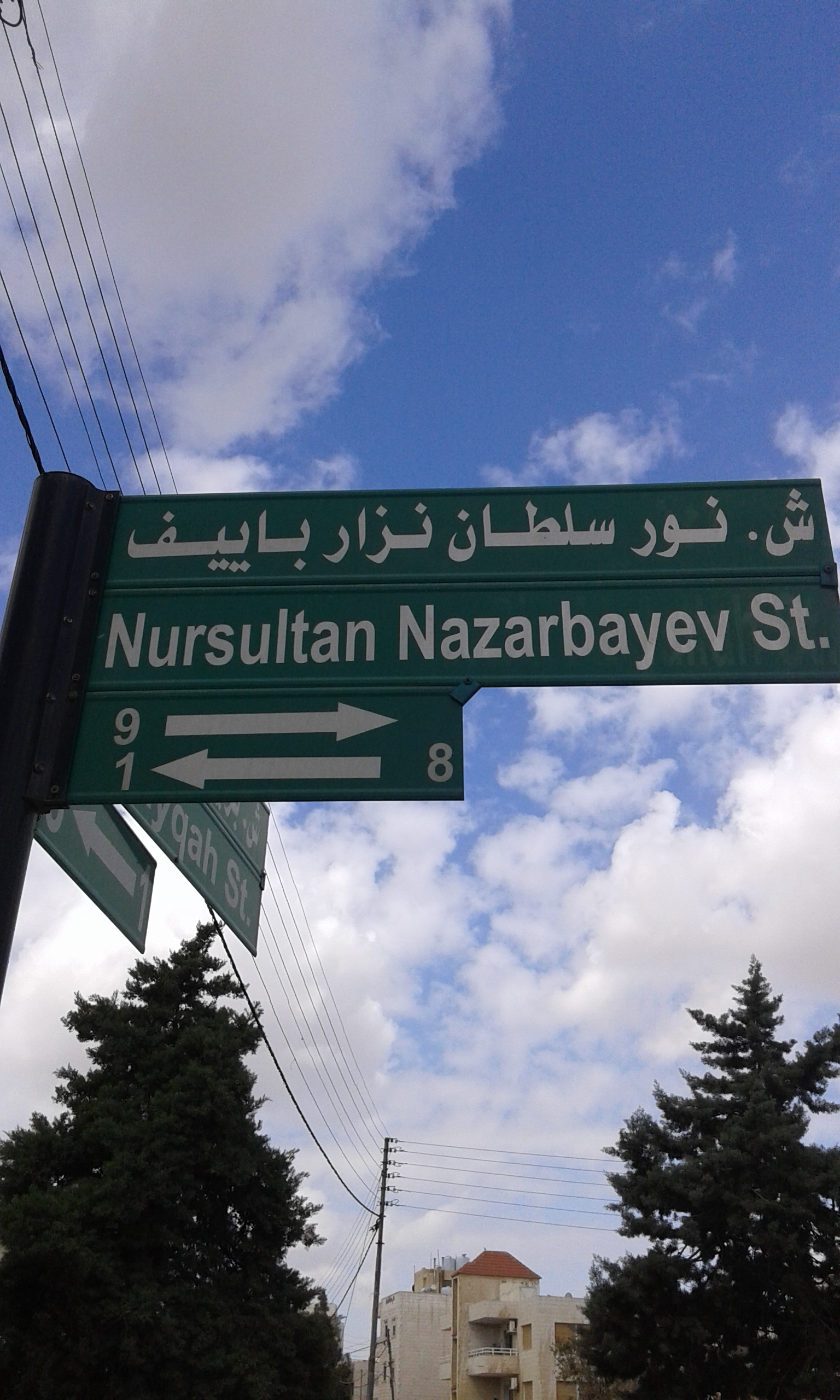
Улица Назарбаева в Аммане

В честь первого президента Казахстана названо как минимум 9 улиц. Именем Нурсултана Назарбаева названы улицы в Иордании и Турции. В регионах России его именем названы улицы в Ингушетии, Чечне и Татарстане. В Чечне его именем также назван лицей.
Имя Елбасы носит три парка: в Оше (Киргизия), в Актобе (бывший парк имени Абая) и дендропарк в Алматы (с дубом, посаженным лично Нурсултаном Назарбаевым) в Казахстане. Аэропорт и железнодорожный вокзал в Астане носят имя Назарбаева.
В 1998 году горная вершина в северном склоне тянь-шаньского хребта Заилийский Алатау стала именоваться пик Нурсултан.
Своим указом от 28 августа 2004 Назарбаев открыл Музей Первого президента Республики Казахстан, в котором рассказывается о его жизни и роли в строительстве нового независимого казахстанского государства. В честь Нурсултана Назарбаева названы учреждения культуры, среди которых Библиотека первого президента республики Казахстан, два центра «Историко-культурный центр Первого президента» в Темиртау и «Назарбаев-центр» в Астане, 20 элитных школ и главный университет страны «Назарбаев Университет», которые также были созданы по инициативе самого Нурсултана Назарбаева.
20 марта 2019 года, сразу после принесения присяги, новый президент страны Касым-Жомарт Токаев выступил с решением о переименовании столицы страны Астаны в Нур-Султан в честь ушедшего 19 марта 2019 года в отставку первого президента. 23 марта Токаев подписал указ о переименовании города.

### В монументах

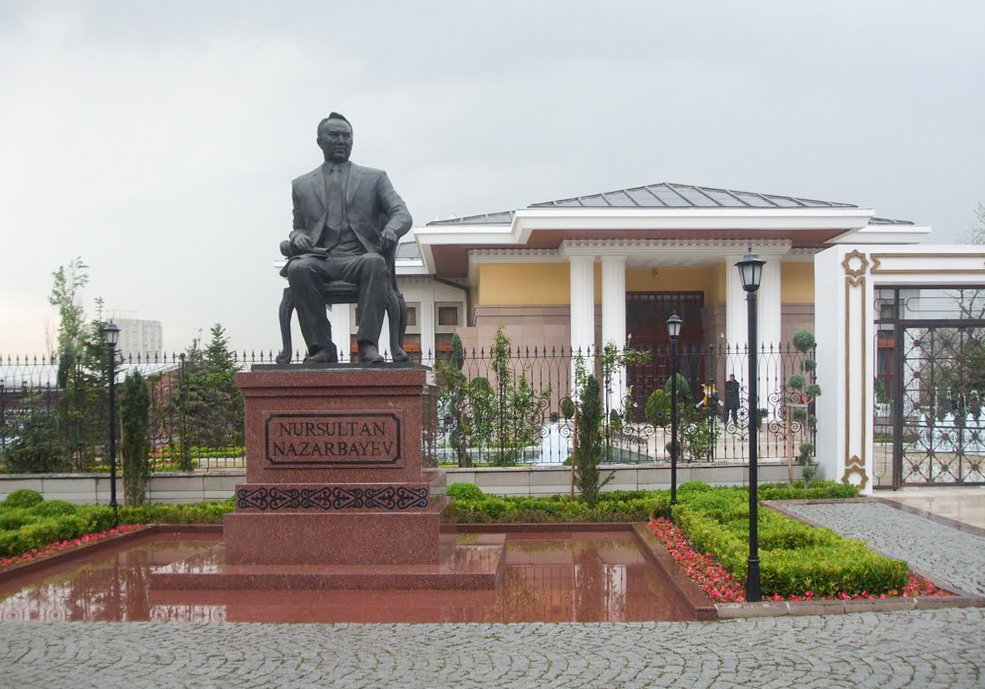
Памятник в Анкаре

Нурсултану Назарбаеву при жизни было поставлено несколько памятников: Президентском парке в Алма-Ате, Талдыкоргане, барельеф с ним в Нур-Султане. На Украине (где учился будущий президент), в городе Комрате в Гагаузии, в городе Чолпон-Ате в Киргизии и в Анкаре. 10 июля 2018 года в честь 78-го дня рождения Назарбаева в Национальном музее в Астане была открыта скульптура, копирующая по композиции монумент 16-му президенту США Аврааму Линкольну в Вашингтоне.

### Праздники
1 декабря отмечается День Первого президента, который также является государственным праздником и выходным днём. Накануне Дня Первого президента более 3000 студентов массово признаются в любви Елбасы.
День его рождения совпадает с государственным праздником День Столицы. 7 мая — день рождения его первой дочери и День Защитника Отечества. Оба являются выходными днями.

## Лидер нации
Депутат Амзибек Жолшибеков, выступая на пленарном заседании, предложил предоставить главе республики Нурсултану Назарбаеву пожизненный статус лидера нации. Другие депутаты предложили распространить гарантии неприкосновенности имущества первого президента и на совместно проживающих с ним членов его семьи. В связи с этим группа депутатов Мажилиса предложила внести соответствующие законодательные поправки.
Депутат также заявил : 

«Кроме того, с целью более четкой регламентации статуса неприкосновенности первого президента — лидера нации предлагается определить, что он не может быть привлечен к уголовной или административной ответственности за деяния, совершенные им в период исполнения полномочий президента, а после их прекращения — связанные с осуществлением своего статуса первого президента РК — лидера нации».— Назарбаева хотят объявить пожизненным лидером нации
- 12 мая 2010 года депутаты Мажилиса — нижней палаты парламента Казахстана единогласно приняли поправки в пакет законопроектов, наделяющих президента Назарбаева статусом лидера нации. Тем самым народные избранники согласились с тем, что глава государства и члены его семьи полностью освобождаются от уголовной ответственности. Помимо всего прочего, законопроекты предусматривают уголовную ответственность за порчу изображений первого президента Казахстана, публичные оскорбления и искажения фактов его биографии. Также в Нур-Султане будет создан Музей первого президента и бюст главы государства — фактически ещё один прижизненный памятник[27][28][29][30][31].

По вопросу введения института «Лидера нации» было внесено два законопроекта:
- проект Конституционного закона Республики Казахстан «О внесении дополнений и изменений в некоторые конституционные законы Республики Казахстан по вопросам совершенствования законодательства в сфере обеспечения деятельности Первого Президента Республики Казахстан — Лидера нации» и
- проект Закона Республики Казахстан «О внесении дополнений в некоторые законодательные акты Республики Казахстан по вопросам совершенствования законодательства в сфере обеспечения деятельности Первого Президента Республики Казахстан — Лидера нации».

Касательно властных полномочий проект Конституционного закона Республики Казахстан «О внесении дополнений и изменений в некоторые конституционные законы Республики Казахстан по вопросам совершенствования законодательства в сфере обеспечения деятельности Первого Президента Республики Казахстан — Лидера нации» устанавливает следующее:

Первому Президенту Республики Казахстан — Лидеру Нации в силу его исторической миссии пожизненно принадлежит право:
1) обращаться к народу Казахстана, государственным органам и должностным лицам с инициативами по важнейшим вопросам государственного строительства, внутренней и внешней политики и безопасности страны, которые подлежат обязательному рассмотрению соответствующими государственными органами и должностными лицами;
2) выступать перед Парламентом Республики Казахстан и его Палатами, на заседаниях Правительства Республики при обсуждении важных для страны вопросов; возглавлять Ассамблею народа Казахстана; входить в состав Конституционного Совета, Совета Безопасности Республики Казахстан.

Разрабатываемые инициативы по основным направлениям внутренней и внешней политики государства согласовываются с Первым Президентом Республики Казахстан — Лидером Нации.— О лидере нации
13 мая 2010 года Сенат Казахстана (верхняя палата) парламента утвердил поправки в законодательство, которые придают президенту Нурсултану Назарбаеву статус «лидера нации».
3 июня того же года Назарбаев отказался подписывать проект, но, тем не менее, не наложил на него вето. В соответствии с лазейками в казахстанском законодательстве закон, не подписанный, но и не возвращенный президентом в парламент, начинает действовать спустя 30 дней после поступления на подпись президенту. Таким образом, с 14 июня 2010 года Нурсултан Назарбаев объявлен Лидером Нации.
В уголовном кодексе Казахстана есть статья смертной казни за посягательство на жизнь президента страны, даже если эти действия не приводят к смертельному исходу.
После массовых протестов в январе 2022 года статус Назарбаева как Лидера нации оказался под вопросом. 27 января Сенат предложил скорректировать статус Елбасы, чтобы больше не согласовывать с ним основные направления внутренней и внешней политики. Назарбаев перестал быть главой правящей партии Казахстана «Нур Отан», которую позже переименовали в «Аманат». Затем в Казахстане решили отказаться от отдельного конституционного закона о Первом президенте и определения его статуса в Конституции. В июне 2022 года на референдуме по изменениям в Конституции из неё исключили положения о правовом статусе и полномочиях Назарбаева, а также ввели ограничения на число президентских сроков. Из п. 2 ст. 91 исключили формулировку о Назарбаеве и неизменности его статуса как Лидера Нации.

## Звания, титулы и награды
12 мая 2010 года депутаты Мажилиса — нижней палаты парламента Казахстана единогласно приняли поправки в пакет законопроектов, наделяющих президента Назарбаева статусом лидера нации. Тем самым народные избранники согласились с тем, что Нурсултан Назарбаев до конца жизни наделяется властными полномочиями независимыми от статуса президента (согласование разрабатываемых инициатив по основным направлениям внутренней и внешней политики государства). Также, в соответствии с поправками, он и члены его семьи полностью освобождаются от уголовной ответственности. Помимо всего прочего, законопроекты предусматривают уголовную ответственность за порчу изображений первого президента Казахстана, публичные оскорбления и искажения фактов его биографии.

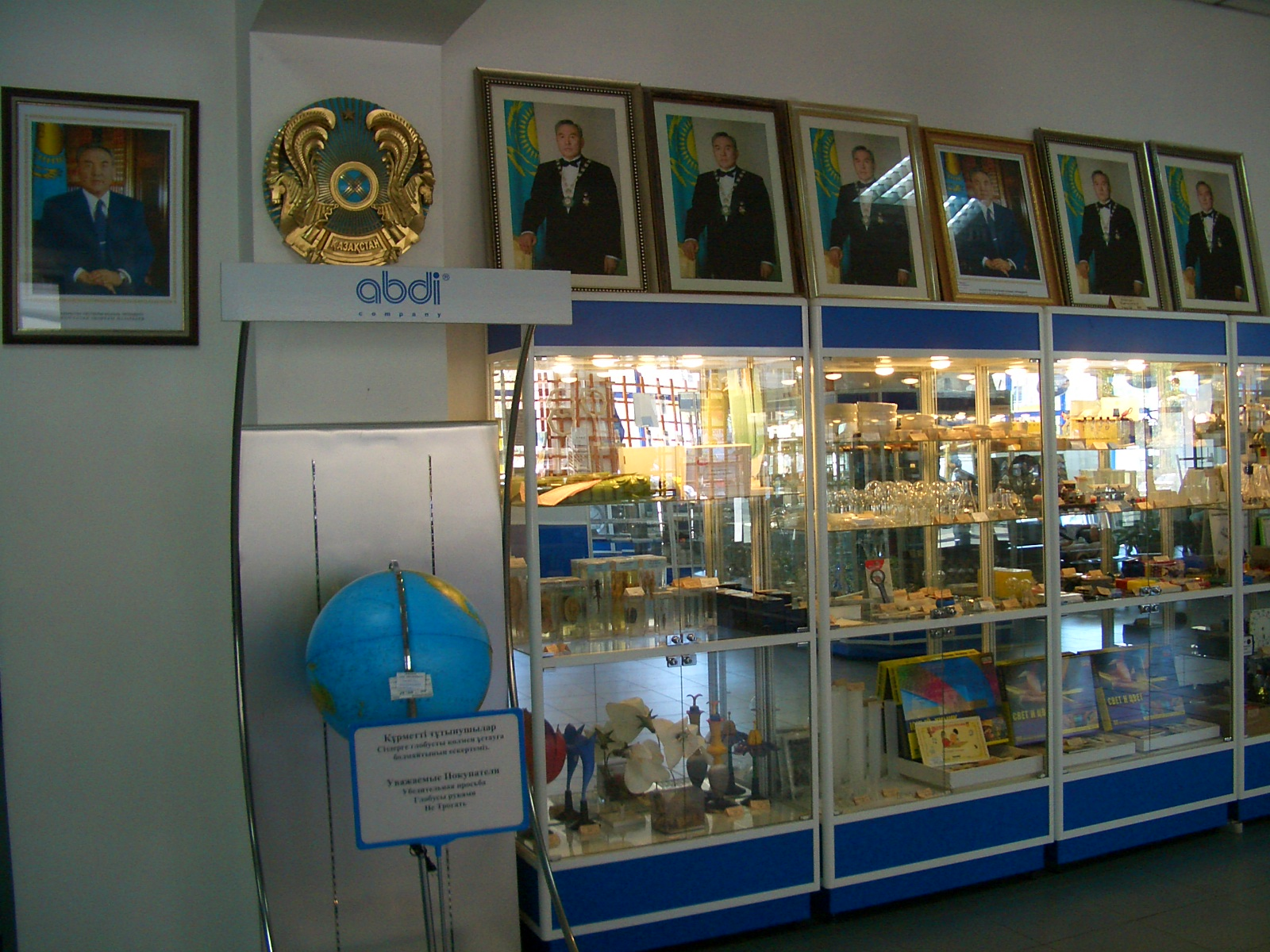
Портреты в отделе канцелярских принадлежностей

Также в Нур-Султане будет создан Музей первого президента и бюст главы государства. 13 мая 2010 года Сенат Казахстана (верхняя палата) парламента утвердил поправки в законодательство, которые придают президенту Нурсултану Назарбаеву статус «лидера нации». 3 июня того же года Назарбаев отказался подписывать проект, но, тем не менее, не наложил на него вето. В соответствии с казахстанским законодательством, закон, не подписанный, но и не возвращённый президентом в парламент, начинает действовать спустя 30 дней после поступления на подпись президенту. Таким образом, с 14 июня 2010 года Нурсултан Назарбаев объявлен «Лидером Нации», что вызывает неоднозначную и часто критичную оценку у некоторой части сообщества Казахстана.
Имя президента или производные от имени даны также бесчисленному количеству памятников, парков, музеев, средних школ и институтов по всей стране.
По мнению российского политолога Андрея Грозина, высказанному в 2013 году, по степени культа личности Казахстан стоял на одной планке с Таджикистаном и, возможно, через два года Казахстан сможет догнать Туркменистан.

## Цитаты
Бывший депутат парламента от президентской партии «Нур Отан» Владимир Нехорошев уверен, что Нурсултан Назарбаев — это больше, чем государственный деятель, это — бриллиант. «Люди сегодня правильно говорят: он не человек года, он человек века! Наш первый президент, благословенный Всевышним! Наверное, у него сердце в мозгу, в голове! Поэтому все его дела очень глубоко продуманы. Ни в коем случае нельзя усомниться в мудрости принимаемых им решений», — заявил Владимир Нехорошев на прошедшей накануне праздника в Астане конференции «Роль лидера нации в становлении парламентаризма в Казахстане».
«Когда Нурсултан Назарбаев едет в регионы, его, как правило, встречают битком набитые стадионы „позитивно настроенных“ граждан, „благодарных рабочих“, „уверенно смотрящей в будущее молодежи“, — пишет журналист издания Central Asia Monitor Сауле Исабаева. — Обычная рабочая поездка президента стараниями местных властей превращается в помпезное шоу с песнями, плясками и славословиями — в худших традициях советского прошлого».

## Памятники
В мае 2009 года по инициативе Союза градостроителей Казахстана был дополнен мемориал «Казак ели» в Астане у Дворца Независимости. В центре бронзового изваяния появился барельеф «Народ и Президент» — с изображением Нурсултана Назарбаева на фоне народа, как олицетворение единства и стремления в будущее.
Первый монумент при жизни Президенту Казахстана был установлен в 2011 году в парке Первого Президента в Алма-Ате в честь 20-летию независимости страны. Монументально-скульптурная композиция «Казахстан» изготовлена из бронзы, гранита и мрамора и представляет собой фигуру Назарбаева на фоне стилизованного беркута, чьи крылья символизируют два главных города страны — Алма-Ату и Астану.
В 2016 году в административном центре Алматинской области городе Талдыкоргане был установлен второй монумент президенту — в сквере, на Аллее государственных символов Республики Казахстан. Высота бронзового монумента составляла 4,2 м, основание высотой 4,5 м сделано из коричневого курганского гранита. Также вдоль дорожки из бронзы на гранитных стенках установлены символы Республики Казахстан: флаг, гимн, герб и Конституция. Памятник был сброшен с постамента в ходе массовых протестов в Казахстане 5 января 2022 года.
В июле 2018 года в столице в Национальном музее установлен памятник Назарбаеву, напоминающий по композиции монумент 16-му президенту США Аврааму Линкольну. На скульптуре нанесена надпись на казахском языке: «Моя мечта — чтобы Казахстан был вечной страной. Время пройдет, люди уйдут. Но независимость останется. Первый Президент Республики Казахстан Елбасы Нурсултан Назарбаев».
В июле 2020 года установили монумент Назарбаеву в Национальном университете обороны в столице республики Нур-Султане. Монумент представляет собой статую Лидера нации во весь рост в военной форме, хотя Назарбаев не служил в рядах вооруженных сил.
3 июля 2021 года президент Токаев открыл монумент Елбасы в столице в честь его 81-летия на территории нового парка на пересечении улиц Алихана Бокейхана и Керей, Жанибек хандар. Назарбаев изображен сидящим в кресле.
В тот же день ещё один памятник Назарбаеву открыли в городе Туркестан перед областным акиматом.

## Мнения о наличии культа
Многие политики, журналисты, такие, как Жасарал Куанышалин и другие, отмечают культ личности Назарбаева.
Досым Сатпаев: 

В последние несколько лет со стороны многих наших чиновников, представителей элиты можно действительно наблюдать эффективную поддержку этого тренда, связанного с культом личности первого президента.— http://www.svobodanews.ru/content/article/24390782.html
Болат Рыскожа:

Казахстан давно живёт при культе личности Назарбаева, говорят оппоненты президента. Однако его сторонники, они же партийные соратники, с этим не согласны. Но есть и мнения, что в культе личности виноват сам простой народ.— http://www.zonakz.net/articles/25655
По мнению политолога Дилярам Аркин, культ личности Назарбаева начинает распространяться и за пределы Казахстана.
От культа личности Назарбаева и перегибания палок при присвоение в честь персон различных объектов страдает топонимическое богатство Казахстана.

## Протесты
С 2007 по 2008 годы существовало пародийное «монархическое» движение «Нур-Отар», которое выступало на уличных акциях, их движение высмеивало культ личности Назарбаева. Название движения созвучно с провластной партией «Нур-Отан», и переводится с казахского, как «Святое стадо».
3 февраля 2009 года группа молодежи перед офисом партии «Нур-Отан» в Алма-Ате протестовала против распространения культа Назарбаева.
Представители Компартии Украины (КПУ) начали сбор подписей 16 декабря 2013 года за демонтаж бюста президента Казахстана Нурсултана Назарбаева в Днепродзержинске. Они объяснили свою инициативу протестом против уголовного преследования, которому подвергаются активисты рабочего движения в Казахстане, в частности, массовые протесты в Жанаозене в 2011 году.
В 2016 году начались земельные протесты, в котором звучали лозунги против правления Нурсултана Назарбаева «шал кет».
В 2018 году протесты возобновились из за начала движения ДВК (запрещенная судом Казахстана, но признанная мирным движением судами Европы).
В 2019 году из за протестной активности Нурсултан Назарбаев не пошел на следующий срок, но ушел в Совет безопасности, по сути, сохранив власть

## Падение культа  и процесс «деназарбаевизации»

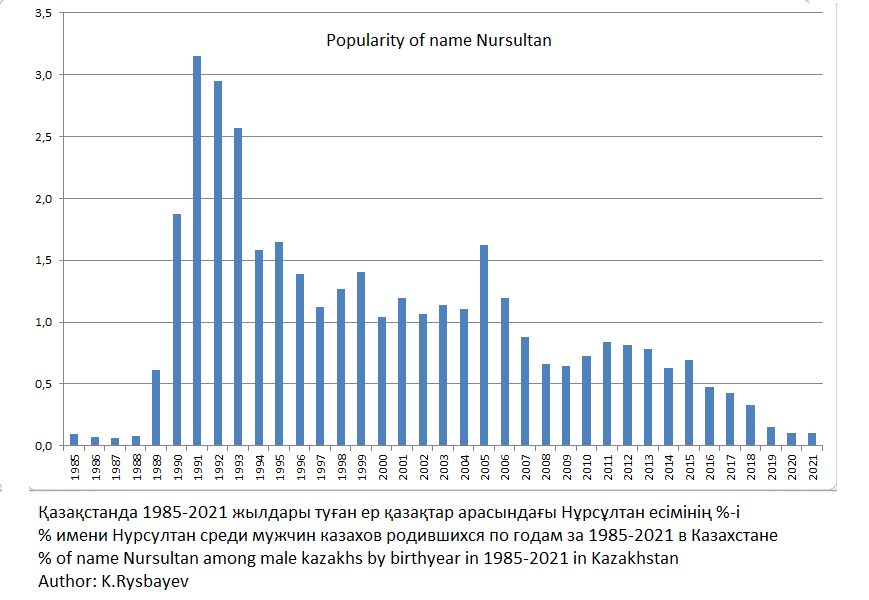
Процент имени Нурсултан среди мальчиков в Казахстане по годам рождения с 1985 по 2021 год

В 2022 году во время январских протестов были уничтожены многие таблички, носящие имя Нурсултана Назарбаева, а в городе Талдыкорган даже снесли памятник в честь Нурсултана Назарбаева — момент сноса памятника был снят на видео. По сути, это редкий случай, когда икона культа личности застала установление, а потом уничтожение памятников в честь него.
Во время январских протестов Назарбаев был отправлен в отставку с поста председателя Совета безопасности, на его место встал нынешний Президент Касым-Жомарт Токаев. 28 января Назарбаев передает пост лидера правящей партии Нур Отан действующему президенту Касым-Жомарту Токаеву.
1 марта 2022 года, на XXI съезде правящей партии Нур Отан было принято решение о новом названии партии — «Аманат». После проведенной конституционной реформы из конституции были исключены все упоминания о Нурсултане Назарбаеве, в том числе касающиеся о его статусе Лидера Нации — Елбасы. В сентябре, фракцией депутатов Мажилиса «Жана Казахстан» были инициированы новые поправки в конституцию касающиеся в том числе обратного переименования столицы с Нур-Султан в Астану.
15 сентября инициатива была поддержана депутатами маслихата города Нур-Султан. 16 сентября депутатами обеих палат Парламента Республики Казахстан. 17 сентября 2022 года президентом Казахстана был подписан специальный указ «О переименовании города Нур-Султана — столицы Республики Казахстан в город Астану — столицу Республики Казахстан».
15 февраля 2023 года президент Казахстана подписал указ, отменяющий все специальные привилегии для Нурсултана Назарбаева. Закон «О первом президенте Республики Казахстан – Елбасы» признаётся утратившим силу.
В январе 2024 года Приказом министра обороны РК наименование Национального университета обороны имени первого президента РК - Елбасы было изменено на Национальный университет обороны Республики Казахстан и принято решение переместить и установить памятник первого президента РК, который был расположен на территории университета, в здание Государственного военно-исторического музея вооруженных сил РК.

## Переименования улиц в честь Назарбаева
20 марта 2019 года исполняющий обязанности президента Токаев предложил переименовать центральные улицы городов и столицу в честь Назарбаева. По мнению эксперта, суммарные расходы, связанные с переименованием, составляют около 125 миллионов долларов (или 47 301 250 000 тенге).
В тот же день решением парламента столица Казахстана город Астана была переименована в Нур-Султан. Также были переименованы улицы многих городов.
17 сентября 2022 года столице было возвращено прежнее название Астана.
Список переименованных улиц:
| город            | старое название                                                                   | новое название      | подписал                             |
| ---------------- | --------------------------------------------------------------------------------- | ------------------- | ------------------------------------ |
| Шымкент          | Проспект Астана                                                                   | Назарбаева          | Абдрахимов, Габидулла Рахматуллаевич |
| Усть-Каменогорск | проспект Тәуелсіздік (Независимости)                                              | Назарбаева          | Омар, Жаксылык Мукашулы              |
| Павлодар         | проспект Тәуелсіздік (Независимости)                                              | Назарбаева          | Кумпекеев, Ануар Каиргельдыевич      |
| Талдыкорган      | проспект Тәуелсіздік (Независимости)                                              | Назарбаева          | Шалтабаев, Дастан Турарбекович       |
| Уральск          | Достык-Дружба                                                                     | Назарбаева          | Мукаев, Мурат Рахметович             |
| Актобе           | часть проспекта Абулхаир хана от проспекта Молдагуловой до улицы Бокенбай батыра. | Назарбаева          | Испанов, Ильяс Сапарбекович          |
| Актау            | проспект Первого Президента РК                                                    | Назарбаева          | Ниязов, Галымжан Мукырович           |
| Тараз            | проспект Толе би                                                                  | Назарбаева          |                                      |
| Кызылорда        | улица Жибек Жолы                                                                  | Назарбаева          | Налибаев, Нурлыбек Машбекович        |
| Петропавловск    | улица Мира                                                                        | Назарбаева          | Тасмаганбетов, Марат Иманбаевич      |
| Караганда        | бульвар Мира и улица Тулепова                                                     | Назарбаева          | Аубакиров, Нурлан Ерикбаевич         |
| Костанай         | улица Гагарина                                                                    | Назарбаева          | Ахметов, Кайрат Жумашович            |
| Кокшетау         | улица Максима Горького                                                            | проспект Назарбаева | Маржикпаев, Ермек Боранбаевич ?      |
| Алматы           | улица Фурманова                                                                   | проспект Назарбаева | Байбек, Бауыржан Кыдыргалиулы        |

## В честь родственников
В столице Астана есть мечети имени отца и матери Назарбаева. Село Касык был переименован в честь матери — Альжан Ана.